# Inventar historischer Verkehrswege der Schweiz

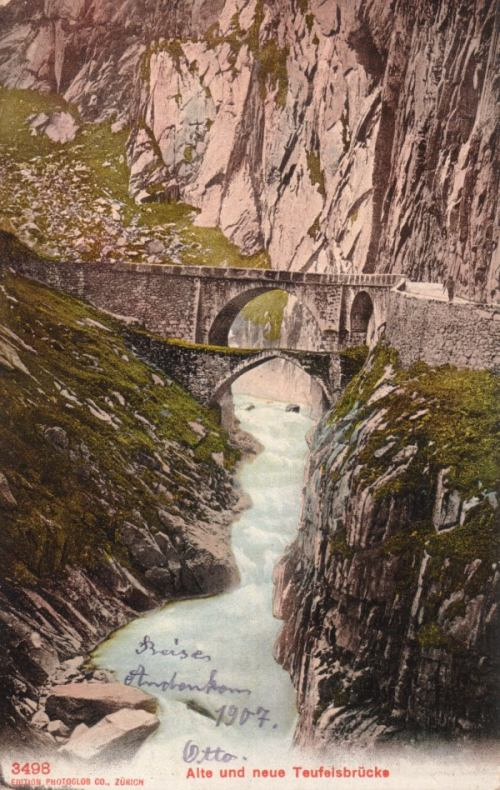
Ansichtskarte der ersten und zweiten Teufelsbrücke in der Schöllenenschlucht, vor 1888, die hintere ist noch erhalten (Inventar historischer Verkehrswege der Schweiz-Objekt: UR 1.3.2; PDF; 663 kB)

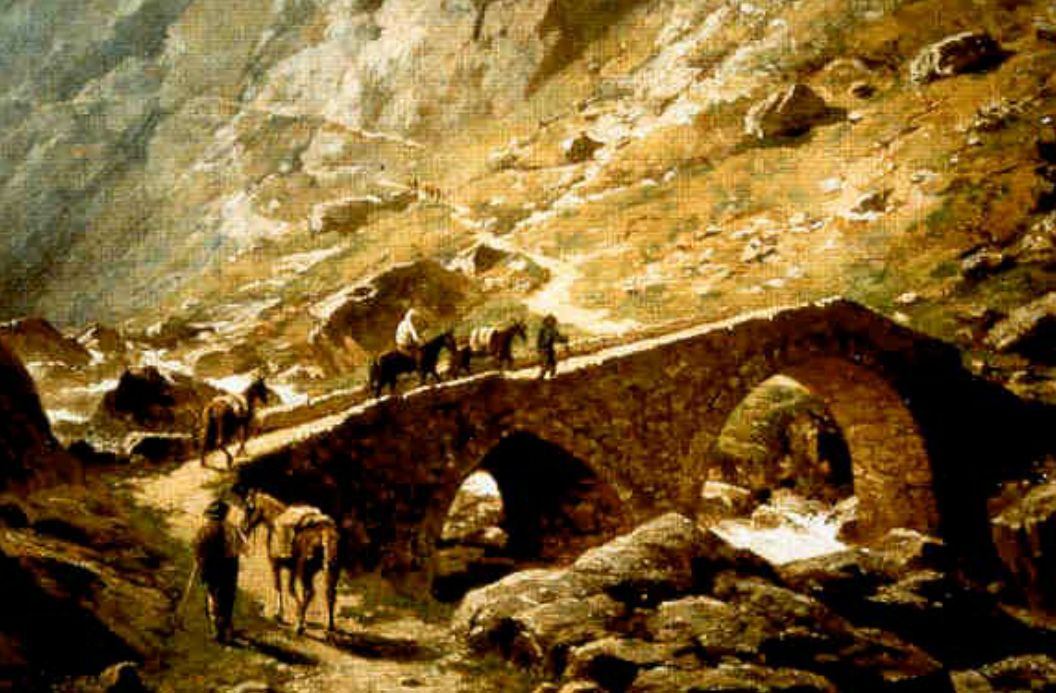
Häderlisbrücke über die Reuss um 1890, heute durch einen Nachbau ersetzt (IVS-Objekt: UR 1.2.4; PDF; 939 kB)

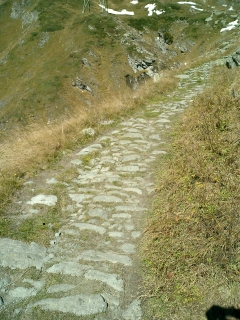
Historische Passstrasse am Septimerpass

Das Inventar historischer Verkehrswege der Schweiz (IVS), besteht seit Mitte der 1980er. Es hat die Aufgabe, die historischen Verkehrswege in der Schweiz zu schützen und für nachkommende Generationen zu erhalten.

## Aufbau
Das IVS wurde aufgrund des Bundesgesetzes über den Natur- und Heimatschutz (Art 5 und 6, NHG) geschaffen und ist dem Bundesamt für Strassen (ASTRA) angegliedert.
Aufgabe des IVS ist es, eine Bestandesaufnahme aller schützenswerten historischen Verkehrswege anzulegen. Dazu gehören auch die wegbegleitenden Elemente (Distanzsteine, Kapellen, Wegkreuze, Gasthäuser usw.). Das Inventar soll einen Einblick in die Verkehrsgeschichte der Schweiz ermöglichen.
Das IVS ist eine umfangreiche, rund 57 Bundesordner umfassende Sammlung von Karten, Bildern und Texten. Es enthält zu jedem verzeichneten Weg verschiedene Informationen wie Verlauf, Geschichte, Zustand und historische Bedeutung. Damit diese Vielfalt an Informationen einem breiten Publikum vermittelt werden kann, wird das Bundesinventar in Form eines Web-GIS im Internet publiziert. Als multimediale Landkarte der historischen Wege der Schweiz ist das IVS-GIS für alle Interessierten – Laien wie auch Fachspezialisten – ein einmaliger Fundus an Quellen, Daten und Informationen.
Die IVS-Dokumentation besteht aus drei Hauptprodukten: Einer Geländekarte (auf Grundlage der 1:25'000 Karte der Schweizerischen Landestopografie), einer Inventarkarte und einer schriftlichen Dokumentation. Die einzelnen Schutzobjekte werden entsprechend ihrer Bedeutung und des Erhaltungszustandes bewertet. Die Bewertung besteht aus den drei Stufen lokal-, regional- und national schützenswert. In den kurzen Monografien zu jedem Verkehrsweg werden die historischen Belege aufgeführt sowie der Verlauf und der aktuelle Zustand beschreiben.
Die Hauptinventarisierung wurde zwischen 1983 und 2003 durchgeführt.
Für die Aufarbeitung und Schutz der als lokal und regional schützenswert eingestuften Verkehrswege sind alleine die Kantone zuständig. Nur für die national schützenswerten Verkehrswege liegt die Verantwortung zum Schutz beim Bund.
Das IVS ist nebst dem Bundesinventar der Landschaften und Naturdenkmäler von nationaler Bedeutung (BLN)  und dem Inventar der schützenswerten Ortsbilder der Schweiz (ISOS) das dritte Inventar im Rahmen des Schweizer Bundesgesetzes über den Natur- und Heimatschutz.

## Karte
Die IVS-Geländekarte und IVS Inventarkarte basiert auf der 1:25'000 Karte der Schweizerischen Landestopografie. Auf der IVS Inventarkarte werden die Wege farblich gekennzeichnet (in der alten Ausführung in schwarz). Mit den Farben wird der Schutzstatus gekennzeichnet:
- rot steht für national schützenswert,
- blau für regional schützenswert und
- grün für lokal schützenswert.

Demgegenüber ist die IVS-Geländekarte nur schwarz.
Die Substanz wird auf der IVS Inventarkarte wie folgt gekennzeichnet;
- Einfacher Strich (IVS-Geländekarte; einfacher Strich): Die historische Linienführung ist erhalten, im Übrigen überprägt (eigentlich keine historische Substanz des Strassenkörpers mehr sichtbar).
- Schmaler Doppelstrich: Wege die noch traditionelle Substanz aufweisen.
- Fetter Doppelstrich: Wegbereich mit viel Substanz (teilweise noch komplet in originaler Form erhalten).

Dazu werden mit schwarzen Symbolen die sich am Wegrad befindlichen schützenswerten, wegbegleitenden Elemente gekennzeichnet. Auf der IVS-Geländekarte werden auch noch Stützmauern, Wegreste von Strassenverlegungen usw. aufgeführt.
Bei beiden ist jeweils neben den Elementen die Inventarnummer aufgeführt. Diese setzt sich aus dem Kantonskürzel und der Nummer (eine Folge von durch Punkte getrennte Zahlengruppen) zusammen, Die erste Gruppe bezeichnet die Strecke. Bei verschiedene Linienführungen und besonderen Abschnitten (Einzelobjekte) werden diese durch die folgenden zwei Blöcke dargestellt.
Beispiele
- BS 20  ist der Rhein[7] im Kanton Basel-Stadt[8] (keine alternativen Linienführungen oder Abschnitte).
- AG 8.2.3 der Stundenstein[9] an der Linie AG 8.2 Neue Aargau Strasse[10] der Strecke AG 8 (Baden -) Lenzburg – Suhr (- Bern)[11] im Kanton Aargau.[12]

## Liste
(Auszug)
| Nr.   | (zuvor)               | Strecke                           | (danach)              | Substanz | Bemerkungen                              |
| ----- | --------------------- | --------------------------------- | --------------------- | -------- | ---------------------------------------- |
| SZ 1  | (Cham-/Zug-)          | Immensee-Küssnacht                | (-Vierwaldstättersee) |          |                                          |
| SZ 2  | (Vierwaldstättersee-) | Brunnen-Schindellegi              | (-Zürichsee)          |          |                                          |
| SZ 3  | (Zürich-)             | Richterswil-Schindellegi          | (-Brunnen)            |          |                                          |
| SZ 5  | (Schwyz-)             | Sweewen-Arth                      | (-Zug/-Cham)          |          |                                          |
| SZ 6  | (Einsiedeln-)         | Ried-Schwyz                       | (-Brunnen)            |          |                                          |
| SZ 7  | (Einsiedeln-)         | Ecce Homo-Immensee                | (-Küssnacht)          |          | Pilgerweg                                |
| SZ 8  |                       | Arth-Klösterli-Rigi Kulm          |                       |          | Arther Rigiweg                           |
| SZ 9  |                       | Schwyz-Brunnen                    |                       |          |                                          |
| SZ 10 | (Konstanz-)           | Rapperswil-Einsiedeln             |                       |          |                                          |
|       |                       |                                   |                       |          |                                          |
| SZ 49 |                       | Goldau-Dächli                     | (-Rigi Kulm)          |          | Goldauer Rigiweg                         |
| SZ 50 | (Weggis-)             | Staffelhöhe-Staffel               | (-Rigi Kulm)          |          | Weggiser Rigiweg, Fortsetzung von LU 33, |
| SZ 51 |                       | Rigi Kaltbad-Rigi Scheidegg       |                       |          | Bahntrassee, Fortsetzung von LU 35       |
|       |                       |                                   |                       |          |                                          |
| LU 33 |                       | Weggis-Kaltbad-Staffelhöhe        | (-Kulm)               |          | Weggiser Rigiweg, Fortsetzung von SZ 50  |
| LU 34 |                       | Felsenweg Bürgenstock             |                       |          |                                          |
| LU 35 |                       | Rigi Kaltbad-First-Rigi Scheidegg |                       |          | Bahntrassee, Fortsetzung von SZ 51       |

## Kulturwege Schweiz
Gestützt auf das Inventar erarbeitet das Projekt Kulturwege Schweiz Wanderrouten auf historischen Verkehrswegen in Schweizer Kulturlandschaften und macht sie der Öffentlichkeit zugänglich. Das Projekt wird von ViaStoria betrieben, der Schweizer Fachorganisation für die Erforschung der Verkehrsgeschichte sowie die Erhaltung und nachhaltige Nutzung historischer Verkehrswege.

## Archive
- EAD-IVS   IVS: Inventar historischer Verkehrswege der Schweiz, ca. 1984-2006.[13]